# Dorfkirche Hoppegarten

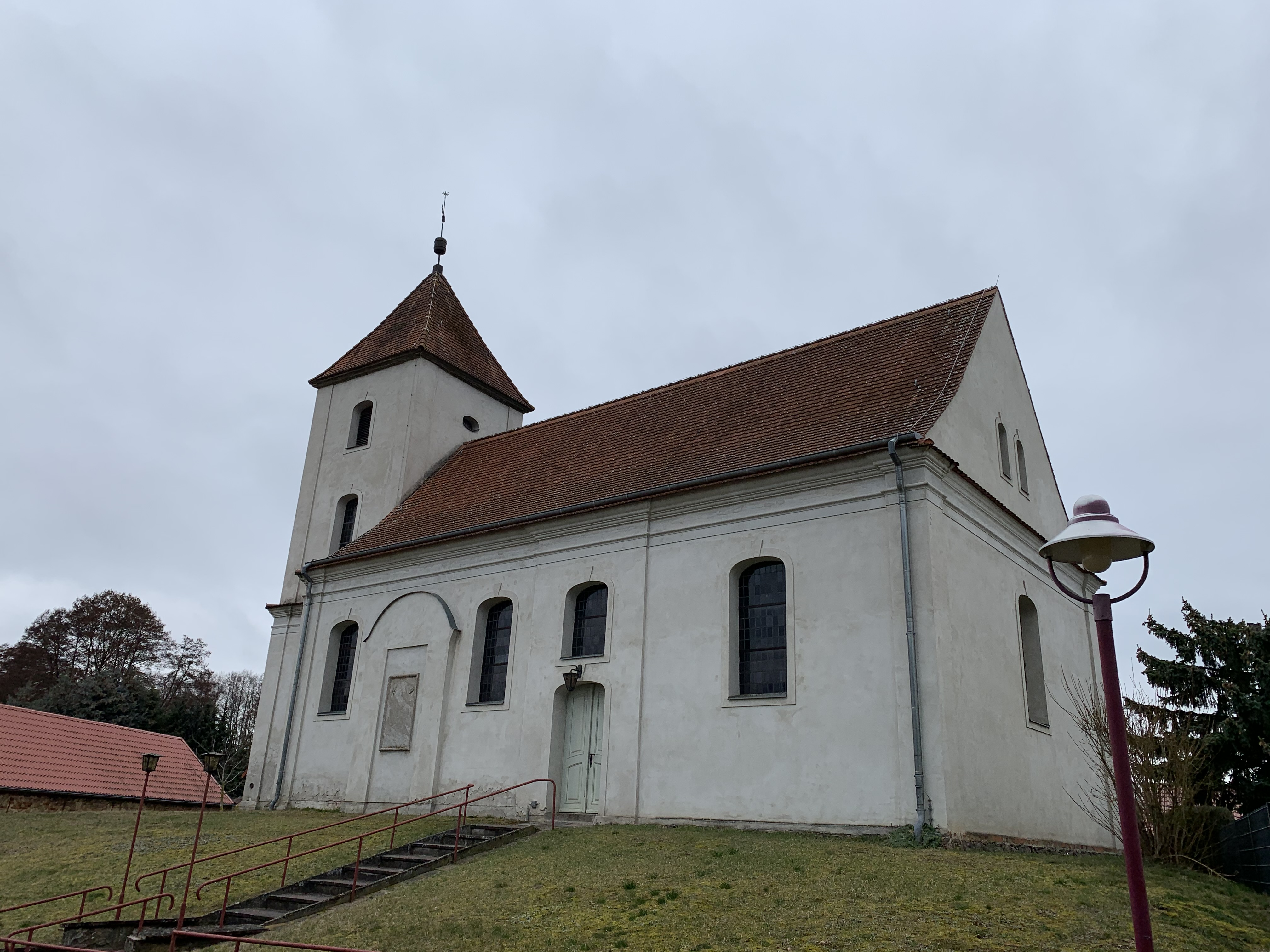
Dorfkirche Hoppegarten

Die evangelische Dorfkirche Hoppegarten ist eine barocke Saalkirche in Hoppegarten, einem Ortsteil der Stadt Müncheberg im Landkreis Märkisch-Oderland im Land Brandenburg. Die Kirchengemeinde gehört zum Kirchenkreis Oderland-Spree der Evangelischen Kirche Berlin-Brandenburg-schlesische Oberlausitz.

## Lage
Die Straße Zum Stadtweg ist die zentrale historische Verbindungsstraße, die von Südwesten kommend in nordöstlicher Richtung zwischen dem nördlich gelegenen Mühlengraben und dem südlich gelegenen Hoppegartener Fließ verläuft. An der nördlichen Straßenseite steht die Kirche auf einem nach Norden hin ansteigenden Grundstück, das nicht eingefriedet ist.

## Geschichte
Laut den Recherchen von Rohrlach war Hoppegarten bereits im Jahr 1405 die Tochterkirche von Müncheberg. Das Kirchenpatronat lag zu dieser Zeit beim Kurfürsten bzw. beim Fiskus. Der im 21. Jahrhundert vorhandene Bau entstand im Jahr 1714. Im Folgejahr war die Pfarre mit vier Hufen ausgestattet. Hinzu kamen Einnahmen an Pacht aus einer Mühle in Höhe von zwei Wispel sowie 18 Scheffel aus der Gemeinde. Der Küster erhielt jährlich neun Scheffel Roggen sowie aus jedem Haus einen Scheffel Hopfen. Jeder Wirt musste zusätzlich zwei Fuder Holz abgeben. Die Kirche selbst besaß eine Hufe.
Der Kanzelaltar gelangte erst 1733 in das Bauwerk und wurde zu einem späteren Zeitpunkt zerstört. Im Jahr 1806 fand eine Inspektion statt. Eine Sanierung erfolgte im Jahr 2019; dabei entstand ein schlichter und neuzeitlicher Altar.

## Baubeschreibung

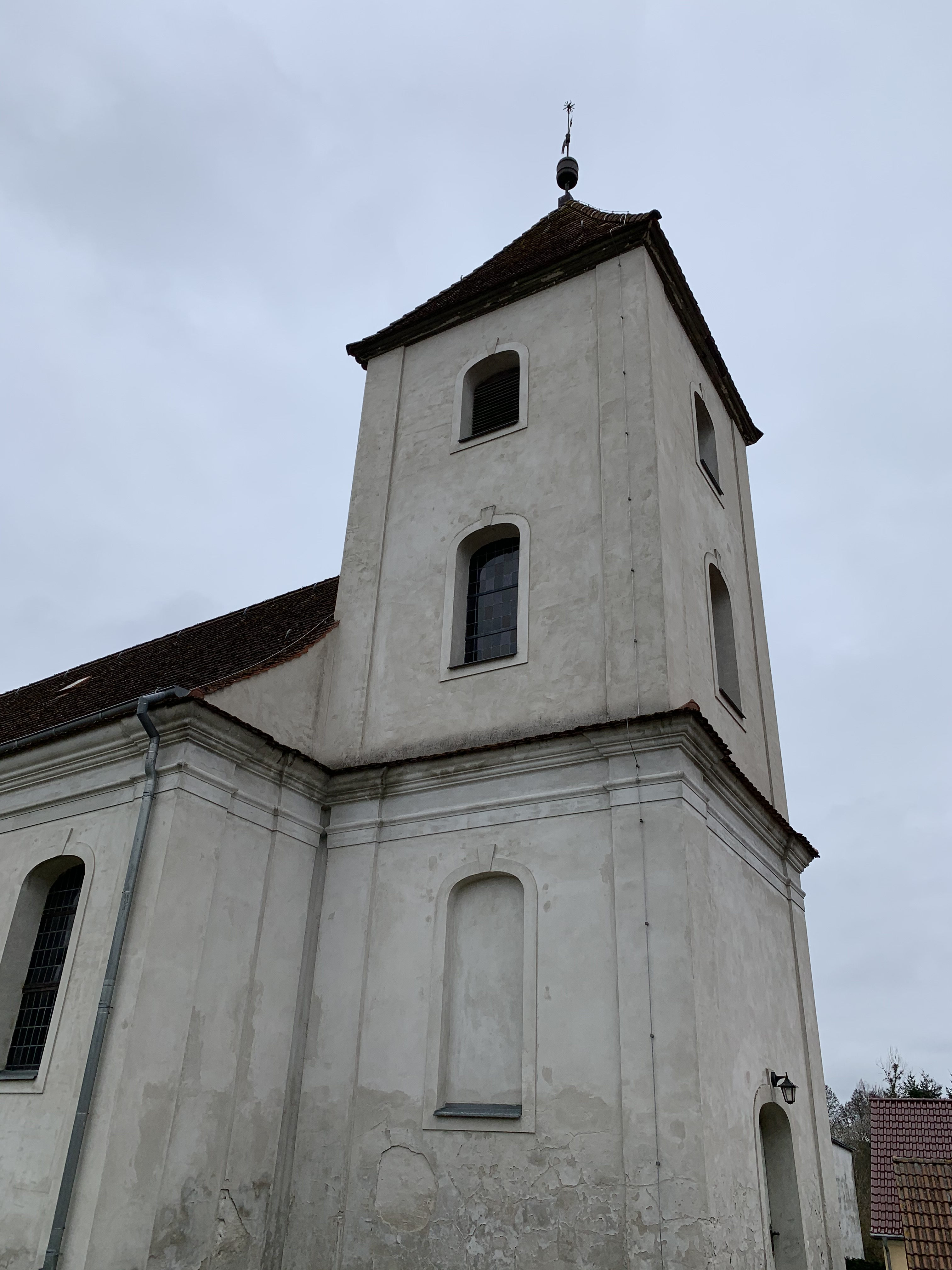
Kirchturm

Das Bauwerk wurde im Wesentlichen aus Mauersteinen errichtet, die anschließend verputzt wurden. Das Kirchenschiff hat einen rechteckigen Grundriss und besitzt an der Ostseite ein bienkorbförmiges Fenster, dessen Form durch eine aufgeputzte Fasche mit einem Schlussstein nochmals betont wird. Oberhalb ist ein umlaufendes Gesims, das den darüberliegenden Giebel optisch vom Bauwerk abtrennt. Dort sind zwei kleine, ebenfalls bienenkorbförmige Fenster. Die Nordwand wird durch eine Lisene optisch in zwei Hälften unterteilt. Im östlichen Bereich ist ein, im westlichen Bereich sind drei Fenster, von denen jedoch das mittlere als Blende zugesetzt ist. Die Südseite wurde ebenfalls auf diese Art und Weise gegliedert. Im östlichen Bereich ist zunächst ein Fenster. Nach Westen folgt eine Pforte mit einem darüberliegenden, hochgesetzten Fenster. Auf der übrigen Fassade befinden sich zwei ebenfalls bienenkorbförmige Fenster, die ein schmuckvoll gerahmtes Epitaph umfassen.
Der Kirchturm hat einen quadratischen Grundriss und ist gegenüber dem Schiff eingezogen. Er kann durch eine Pforte von Westen her betreten werden. An der Nord- und Südseite befinden sich im Erdgeschoss je ein weiteres Fenster, das an der Nordseite jedoch ebenfalls zugesetzt ist. Oberhalb des umlaufenden Gesimses sind an den drei zugänglichen Seiten je ein weiteres, kleineres Fenster. Darüber sind je vier Klangarkaden sowie ein Pyramidendach, das mit Turmkugel, Wetterfahne und Stern abschließt.

## Ausstattung
Der hölzerne Kanzelaltar stammt vom Tischler Friedrich Sprung aus dem Jahr 1733. Von ihm ist nur noch der polygonale Kanzelkorb erhalten. Dieser ist mit Gemälden von Jesus Christus und den Evangelisten verziert, die Johann Barath schuf. In der Predella ist das Abendmahl Jesu zu sehen. An der West- und Nordseite befindet sich eine Empore. Ursprünglich befand sich im Bauwerk eine mittelalterliche Glocke, deren Verbleib jedoch unbekannt ist.
Zur weiteren Kirchenausstattung gehört ein Taufengel aus dem Anfang des 18. Jahrhunderts. Das Brandenburgische Landesamt für Denkmalpflege und Archäologische Landesmuseum (BLDAM) vermutet, dass der Taufengel zusammen mit dem Kanzelaltar in das Bauwerk gelangt sei. Das 1,17 m große Werk trägt mit vorgestreckten Armen eine Taufschale. Das BLDAM hebt in seiner Denkmaldatenbank das „breite Gesicht“ hervor, das von „kurzen Locken“ umrahmt werde. Bemerkenswert sei auch das „im Oberteil asymmetrisch geraffte Gewand“. Das Kunstwerk lag bereits im Jahr 1909 beschädigt auf dem Kirchenboden und befindet sich im Jahr 2021 im Depot des Kirchlichen Bauamtes in Berlin. Die ursprüngliche Farbfassung ist nur noch ansatzweise vorhanden und stark verschmutzt. Einige Teile sind beschädigt, andere wie ein Teil des Flügels, fehlen ganz. Das BLDAM hält eine Konservierung und Restaurierung für dringend erforderlich, damit der Taufengel wieder in der Kirche aufgehängt werden kann.
Auf der Empore steht eine Orgel, die Friedrich Kienscherf vor 1890 schuf. Das Instrument besitzt ein Manual und vier Register.